# Campionat de França de Rugbi Top-14 2014-2015
El Campionat de França de Rugbi Top-14 2014-2015 està organitzat per la Lliga Nacional de Rugbi de França. El vigent campió és el RC Toulon que guanyà l'Escut de Brennus la temporada passada. La temporada va començar el divendres 15 d'agost del 2014 i va acabar el 13 de juny del 2015 amb el catorzè títol de campió del Stade Français.

## Fase preliminar
| Clubs                 | AB      | USBB    | CABC    | CO      | ASM     | FCG     | SR      | LOU     | MHRC    | USO     | RCF     | SF      | RCT     | ST      |
| --------------------- | ------- | ------- | ------- | ------- | ------- | ------- | ------- | ------- | ------- | ------- | ------- | ------- | ------- | ------- |
| Aviron Bayonnais      |         | 15 – 12 | 23 – 6  | 21 – 19 | 24 – 13 | 42 – 33 | 45 – 12 | 23 – 22 | 10 – 15 | 38 – 12 | 6 – 12  | 23 – 6  | 15 – 19 | 35 – 19 |
| US Bordeaux Bègles    | 38 – 20 |         | 46 – 10 | 59 – 7  | 51 – 21 | 34 – 16 | 21 – 22 | 18 – 9  | 27 – 21 | 26 – 23 | 30 – 21 | 22 – 23 | 28 – 23 | 20 – 21 |
| CA Brive-Corrèze      | 25 – 9  | 34 – 24 |         | 21 – 15 | 6 – 21  | 23 – 0  | 37 – 15 | 22 – 20 | 15 – 10 | 19 – 6  | 36 – 12 | 27 – 0  | 13 – 53 | 26 – 19 |
| Castres Olympique     | 30 – 6  | 22 – 20 | 32 – 12 |         | 31 – 10 | 51 – 10 | 30 – 15 | 23 – 20 | 27 – 9  | 27 – 18 | 9 – 14  | 22 – 25 | 22 – 14 | 9 – 13  |
| Clermont Auvergne     | 28 – 16 | 31 – 23 | 44 – 20 | 19 – 10 |         | 30 – 26 | 30 – 10 | 43 – 12 | 20 – 21 | 10 – 11 | 32 – 6  | 51 – 9  | 22 – 19 | 24 – 6  |
| FC Grenoble           | 24 – 15 | 37 – 23 | 26 – 25 | 12 – 16 | 17 – 37 |         | 30 – 12 | 34 – 30 | 20 – 18 | 33 – 19 | 27 – 25 | 30 – 43 | 24 – 35 | 32 – 11 |
| Stade rochelais       | 19 – 19 | 26 – 29 | 19 – 12 | 41 – 16 | 16 – 12 | 19 – 15 |         | 29 – 10 | 21 – 15 | 35 – 20 | 18 – 18 | 19 – 19 | 32 – 29 | 37 – 25 |
| Lyon OL U             | 24 – 19 | 22 – 37 | 24 – 6  | 28 – 18 | 16 – 13 | 29 – 24 | 16 – 16 |         | 23 – 20 | 26 – 23 | 11 – 13 | 12 – 9  | 14 – 22 | 17 – 41 |
| Montpellier HRC       | 33 – 16 | 34 – 24 | 10 – 25 | 43 – 10 | 17 – 29 | 20 – 17 | 15 – 15 | 45 – 17 |         | 25 – 9  | 16 – 19 | 23 – 3  | 16 – 12 | 23 – 20 |
| US Oyonnax            | 12 – 9  | 28 – 23 | 24 – 3  | 23 – 13 | 8 – 19  | 40 – 27 | 37 – 9  | 28 – 10 | 20 – 13 |         | 21 – 16 | 33 – 6  | 18 – 21 | 9 – 3   |
| Racing Club de France | 27 – 10 | 12 – 9  | 46 – 32 | 53 – 10 | 13 – 13 | 34 – 29 | 27 – 8  | 28 – 11 | 24 – 24 | 17 – 21 |         | 19 – 28 | 17 – 10 | 27 – 16 |
| Stade Français        | 34 – 29 | 39 – 22 | 20 – 17 | 49 – 13 | 40 – 26 | 21 – 30 | 43 – 10 | 23 – 20 | 35 – 21 | 13 – 15 | 23 – 19 |         | 30 – 6  | 12 – 21 |
| Rugby Club Toulonnais | 24 – 17 | 18 – 13 | 34 – 11 | 37 – 21 | 27 – 19 | 61 – 28 | 60 – 19 | 30 – 6  | 40 – 17 | 46 – 17 | 32 – 23 | 24 – 28 |         | 24 – 34 |
| Stade Toulousain      | 20 – 17 | 23 – 22 | 67 – 19 | 35 – 6  | 9 – 13  | 22 – 25 | 29 – 26 | 23 – 20 | 18 – 13 | 20 – 19 | 15 – 9  | 22 – 10 | 21 – 10 |         |

## Classificació
| Classificació general del Top 14 | Classificació general del Top 14 | Classificació general del Top 14 | Classificació general del Top 14 | Classificació general del Top 14 | Classificació general del Top 14 | Classificació general del Top 14 | Classificació general del Top 14 | Classificació general del Top 14 | Classificació general del Top 14 | Classificació general del Top 14 | Classificació general del Top 14 | Classificació general del Top 14 | Classificació general del Top 14 | Classificació general del Top 14 |
| Class.                           | Clubs                            | Pts                              | J                                | G                                | E                                | P                                | B0                               | BD                               | pf                               | pc                               | p±                               | af                               | ac                               | a±                               |
| -------------------------------- | -------------------------------- | -------------------------------- | -------------------------------- | -------------------------------- | -------------------------------- | -------------------------------- | -------------------------------- | -------------------------------- | -------------------------------- | -------------------------------- | -------------------------------- | -------------------------------- | -------------------------------- | -------------------------------- |
| 1.                               | Rugby Club Toulonnais            | 76                               | 26                               | 16                               | 0                                | 10                               | 7                                | 5                                | 740                              | 525                              | 215                              | 81                               | 52                               | 29                               |
| 2.                               | Clermont Auvergne                | 75                               | 26                               | 16                               | 1                                | 9                                | 5                                | 4                                | 630                              | 464                              | 166                              | 58                               | 41                               | 17                               |
| 3.                               | Stade Toulousain                 | 70                               | 26                               | 16                               | 0                                | 10                               | 3                                | 3                                | 573                              | 504                              | 69                               | 53                               | 37                               | 16                               |
| 4.                               | Stade Français                   | 70                               | 26                               | 15                               | 1                                | 10                               | 6                                | 2                                | 591                              | 576                              | 15                               | 60                               | 54                               | 6                                |
| 5.                               | Racing Club de France            | 65                               | 26                               | 13                               | 3                                | 10                               | 3                                | 4                                | 551                              | 497                              | 54                               | 52                               | 37                               | 15                               |
| 6.                               | US Oyonnax                       | 62                               | 26                               | 14                               | 0                                | 12                               | 2                                | 4                                | 514                              | 507                              | 7                                | 37                               | 43                               | -6                               |
| 7.                               | US Bordeaux Bègles               | 61                               | 26                               | 12                               | 0                                | 14                               | 4                                | 9                                | 701                              | 578                              | 123                              | 66                               | 43                               | 23                               |
| 8.                               | Montpellier HRC                  | 55                               | 26                               | 11                               | 2                                | 13                               | 2                                | 5                                | 537                              | 516                              | 21                               | 44                               | 46                               | -2                               |
| 9.                               | Stade rochelais                  | 54                               | 26                               | 10                               | 5                                | 11                               | 2                                | 2                                | 520                              | 659                              | -139                             | 43                               | 67                               | -24                              |
| 10.                              | CA Brive-Corrèze                 | 53                               | 26                               | 12                               | 0                                | 14                               | 3                                | 2                                | 502                              | 619                              | -117                             | 40                               | 66                               | -26                              |
| 11.                              | FC Grenoble                      | 53                               | 26                               | 11                               | 0                                | 15                               | 3                                | 6                                | 626                              | 735                              | -109                             | 54                               | 70                               | -16                              |
| 12.                              | Castres Olympique                | 52                               | 26                               | 11                               | 0                                | 15                               | 4                                | 4                                | 509                              | 627                              | -118                             | 50                               | 63                               | -13                              |
| 13.                              | Aviron Bayonnais                 | 52                               | 26                               | 10                               | 1                                | 15                               | 5                                | 5                                | 522                              | 548                              | -26                              | 42                               | 46                               | -4                               |
| 14.                              | Lyon OL U                        | 41                               | 26                               | 8                                | 1                                | 17                               | 0                                | 7                                | 469                              | 630                              | -161                             | 43                               | 58                               | -15                              |

## Fase final
| Lliguetes prèvies a semifinals | Lliguetes prèvies a semifinals | Lliguetes prèvies a semifinals |
| ------------------------------ | ------------------------------ | ------------------------------ |
| Stade Toulousain               | 20 – 19                        | US Oyonnax                     |
| Stade Français                 | 38 – 15                        | Racing Club de France          |

| Semifinals            | Semifinals | Semifinals       |
| --------------------- | ---------- | ---------------- |
| Rugby Club Toulonnais | 16 – 33    | Stade Français   |
| Clermont Auvergne     | 18 – 14    | Stade Toulousain |

| Final             | Final  | Final          |
| ----------------- | ------ | -------------- |
| Clermont Auvergne | 6 – 12 | Stade Français |

| Stade Français |